# Hällsjön (Harakers socken, Västmanland)
Hällsjön är en sjö i Sala kommun och Västerås kommun i Västmanland och ingår i Norrströms huvudavrinningsområde. Sjön har en area på 1,72 kvadratkilometer och ligger 57 meter över havet. Sjön avvattnas av vattendraget Svartån. Vid provfiske har bland annat abborre, björkna, braxen och gers fångats i sjön.

## Delavrinningsområde
Hällsjön ingår i det delavrinningsområde (663195-153117) som SMHI kallar för Utloppet av Hällsjön. Medelhöjden är 69 meter över havet och ytan är 14,3 kvadratkilometer. Räknas de 28 avrinningsområdena uppströms in blir den ackumulerade arean 538,27 kvadratkilometer. Svartån som avvattnar avrinningsområdet har biflödesordning 2, vilket innebär att vattnet flödar genom totalt 2 vattendrag innan det når havet efter 149 kilometer. Avrinningsområdet består mestadels av skog (71 procent). Avrinningsområdet har 1,83 kvadratkilometer vattenytor vilket ger det en sjöprocent på 12,8 procent.

## Fisk
Vid provfiske har följande fisk fångats i sjön:
- Abborre
- Björkna
- Braxen
- Gärs
- Gädda
- Löja
- Mört
- Sarv
- Sutare